# Yandang Shan
Yandang Shan (chinesisch 雁蕩山) ist ein 90 m hoher Hügel an der Ingrid-Christensen-Küste des ostantarktischen Prinzessin-Elisabeth-Lands. Er ist die höchste Erhebung im nördlichen Teil der Stinear-Halbinsel.
Chinesische Wissenschaftler benannten ihn 1992 im Zuge von Vermessungsarbeiten. Namensgeber ist offenbar das Gebirge Yandangshan in China.